# Ariana Marie

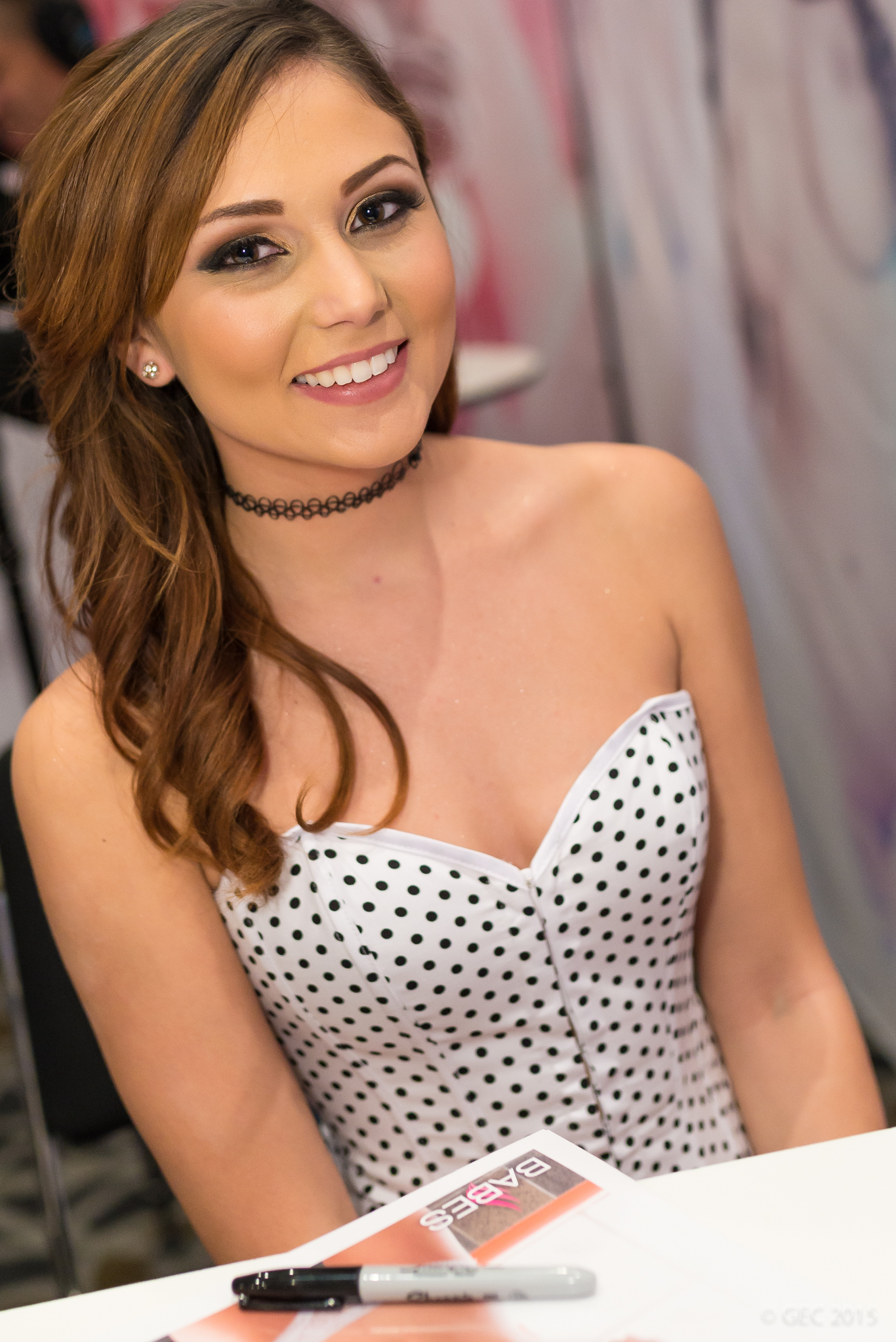
Ariana Marie, 2015

Ariana Marie, bürgerlich Hali Marie Waumans, (* 15. März 1993 in Dallas, Texas) ist eine US-amerikanische Pornodarstellerin.

## Leben

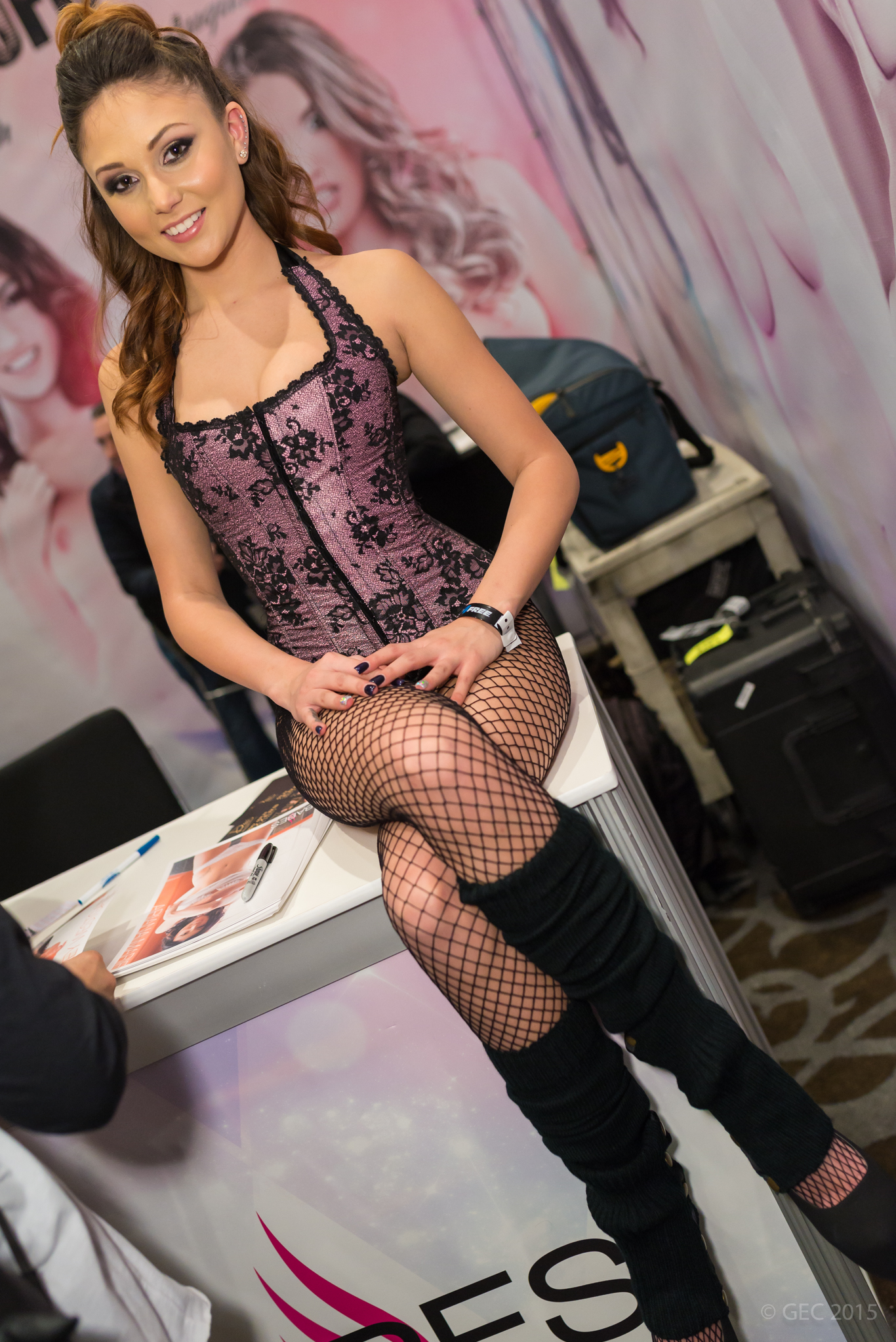
Ariana Marie, 2015

Ariana Marie wurde als jüngstes von drei Kindern in Dallas geboren und wuchs in Clearwater, Florida, auf. 
Ihre erste Szene in der Pornobranche im Jahr 2013 war ein Girl/Girl/Boy-Dreier für Porn Pros, mit Danny Mountain und Giselle Mari. Marie erhielt 1200 US-Dollar pro Szene.
Im November 2014 wurde sie vom Penthouse-Magazin zum „Pet of the Month“ ernannt. Im selben Monat wurde sie zum „Twistys Treat of the Month“ gewählt. Im Jahr 2015 wurde sie für mehrere Best New Starlet Awards nominiert, darunter für die AVN Awards und XBIZ Awards in dieser Kategorie und für die AVN Awards in der Kategorie „Best Three-Way Sex Scene Girl/Girl/Boy“-Kategorie für den Film Keisha, neben Keisha Gray und Manuel Ferrara.
Im Jahr 2015 äußerte sich Ariana Marie ablehnend zu Gesetzesentwürfen, die von Pornodarstellern die Verwendung von Kondomen verlangen, und wies darauf hin, dass diese beim Filmen eine Ablenkung darstellen, und brachte ihr Vertrauen in den Prozess zum Ausdruck, den Darsteller durchlaufen, um auf sexuell übertragbare Krankheiten getestet zu werden. Im August 2018 ernannte „The Daily Dot“ sie zu einem der 30 besten Pornostars, die im Bereich Virtual Reality arbeiten.
Ariana Marie hat unter anderen für die Studios Mile High, Adam & Eve, Girlfriends Films, Evil Angel, Pure Play Media und Pulse Distribution gedreht. Sie hat auch für Websites wie Bang Bros, HD Passion, Naughty America und Vixen gearbeitet. Bis 2019 drehte Marie über 160 Filme. 
Sie ist mit dem ehemaligen Darsteller Jack Spad verheiratet.

## Filmografie (Auswahl)
- 2014: Slut Puppies 9
- 2016–2017: The Art of Anal Sex 2, 4
- 2016: Black & White 5
- 2016: Natural Beauties 2
- 2017: Interracial Icon 6
- 2017: Natural Beauties 6
- 2018: Blacked Raw 8
- 2018: Women Seeking Women 157
- 2019: Anal Threesomes 5
- 2019: Tushy Raw 7
- 2021: Young & Beautiful 10
- 2021: Black & White 20
- 2021: Anal Savages 6

## Auszeichnungen
- 2014: Penthouse Pet of the Month (November, 2014)
- 2015: Twistys Treat of the Year (2015)
- 2015: Twistys Treat of the Month (November, 2014)
- 2021: AVN Award - Winner: Mainstream Venture of the Year

## Nominierungen
- 2022: AVN Award - Nominee: Best POV Sex Scene, in Intimate POV Anal With Ariana Marie